# تمسكلفت (آيت إيمور)
تمسكلفت هي إحدى مشيخات المملكة المغربية، تتبع جغرافيا لعمالة مراكش وإداريًا لآيت إيمور. يقدر عدد سكانها بـ 8812 نسمة حسب الإحصاء الرسمي للسكان والسكنى لسنة 2004.